# 畠山久左衛門
畠山 久左衛門（はたけやま きゅうざえもん、1847年12月24日（弘化4年11月27日） - 1925年（大正14年）7月1日）は、日本の明治・大正期の政治家。秋田県仙北郡六郷村の出身。1889年（明治22年）の町村制施行により成立した初代六郷村長および初代六郷町長。

## 人物略歴
村内の熊谷松陰に漢籍を学び、明治維新後は郵便取扱所の取扱人となった。農業の改良とともに農家の副業としての養蚕の振興に尽力し、1877年（明治10年）、同志30余人とともに「同得会」を結成、養蚕の先進地である福島県より、「赤木」「市兵衛」などの桑の苗木を購入し、村内で栽培を普及させた。蚕の品種も厳選して繭市場における主産地化に努めた。1878年（明治11年）、郡区町村編制法の施行により従前の大区小区制が廃止されると六郷に主部役場が置かれ、1879年（明治12年）、戸長公選規則が公布されると久左衛門は最初の公選戸長となった。なお、1884年（明治17年）、戸長公選制が廃止され、官選に改められたのちは栗林謙吉が戸長を務めている。
1881年（明治14年）より、久左衛門は六郷から黒森峠を経て岩手県和賀郡に通じる山岳道路（通称「荒川街道」）の開削に尽力し、1883年（明治16年）に県境までを完成させた。当時の記録では、資産家の多い六郷の名だたる富豪といえども寄付額は20円から35円にとどまったのに対し、久左衛門は2,000円を超す私費を投じた。久左衛門が神として祀られたのはこの年、1883年のことであり、満36歳のことであった。久左衛門ら六郷の人びとはさらに岩手県側と数十回にわたって交渉し、ついに盛岡の岩手県庁をも動かして、1889年（明治22年）、荒川街道は貫通した。
畠山久左衛門が荒川街道の開通にこれほど力を注いだのは、彼が郵便取扱所の取扱人であり、郡内では郡役所の置かれた大曲村の取扱量が増え、明治10年前後を期に大曲と六郷が逆転したことを間近で見聞きしていたからではないかという推測がある。藩政期に県南随一の商業地として栄えた六郷にかつてのような繁栄を取り戻すべく、商圏拡大を図ったのではないかというのである。いずれにせよ、久左衛門の強い愛郷心から発したもので、決して私心から出た行動ではなかった。
久左衛門は、これに並行して1978年（明治11年）より始まった秋田県種子交換会（現在の種苗交換会）の「談話会」に1882年（明治15年）から1887年（明治20年）まで毎年会員として参加しており、農事にかかわる諸協議で発言し、また、県内各地の情報を収集したりして村の勧農政策に役立てた。みずからも反当たり収量の多い晩稲の「文六」という品種を試作し、その成果を発表している。
養蚕振興や道路開削の事業、勧農事業における久左衛門の行動は、彼への人望を集めることとなった。1889年（明治22年）4月に町村制施行により成立した近代六郷村では、同月、初めての村会議員選挙がおこなわれて、一級議員8名、二級議員8名の計16名が選出されたが、久左衛門はその一級議員に選出された。当時はこの議席のある者のなかから首長を選ぶ仕組みであったが、久左衛門は推されて初代六郷村長を務めることとなった。また、当時の仙北郡役場事務考課表によれば、久左衛門の評価は高梨村の池田甚之助、大沢郷村斎藤正幸とならび、郡内では事務処理能力のきわめて高い首長として評価されていた。1891年（明治24年）の町制施行後も引き続き六郷町長に就任し、1896年（明治29年）1月に町長を辞している。1895年（明治28年）6月には六郷町勧業団体が設立され、その会長となっている。
久左衛門町長辞任後、京野幸之助が六郷町長となったが、六郷町はそれ以降1896年の4月から6月にかけて町を挙げて旅団司令部招致運動をおこない、秋田市・平鹿郡横手町も名乗りをあげて招致合戦となった。これには久左衛門も秋田市に宿泊して情報戦に参加しており、嘆願の有志者総代8人のなかにも選ばれた。旅団は秋田市に置かれることとなったが、この年の8月31日、秋田・岩手両県を中心に東北地方を襲う大地震「明治29年陸羽地震」が起こっている。近隣の畑屋村・長信田村は住家全壊7割を超す激甚な被害をこうむり、六郷町も全壊戸数40パーセントの大被害であった。久左衛門宅も被災したが、復旧事業の先頭に立っている。
1901年（明治34年）4月、前町長栗林七兵衛が病気辞任し、久左衛門は再び町長職についた。こののち、1915年（大正4年）3月31日まで4期15年連続して町長職をつとめた（前回分を通算すると6期21年半におよぶ）。久左衛門は1901年、衆望をになって仙北郡蚕糸同業組合長に就任し、1903年（明治36年）には六郷製糸会社を興し、改良座繰製糸機械を導入して六郷製糸場を開設した。さらに、1904年（明治37年）から翌1905年の日露戦争の際には町内に授産施設を設け、家内工業として下駄や草履の製作技術を町に導入して出征軍人の留守家庭の収入源にするなど、困窮する人びとの生活向上に意を用いた。「払う金がない」と相談しにくる町民の代わりに税金を支払うことさえあったといわれる。
町長時代は植林にも情熱をかたむけ、六郷東根地内および潟沢尻一帯に30年連続して計50万本もの樹林を植栽する事業を計画し、そのうち半分については畠山町長在職時に実行にうつしている。
1925年（大正14年）7月1日逝去。翌日、後藤寅之助町長より町葬の発議がなされ、議会は満場一致で賛成した。葬儀委員として栗林慶治、寺田隆造、湯川岩蔵の3名が選出されている。